# Hunden som log
Hunden som log är en svensk dramafilm från 1989 i regi av Rumle Hammerich.
Filmen visades första gången på Kanal 1 den 19 december 1989. Den hade biopremiär på Folkets bio i Stockholm den 27 oktober 1990. Filmen är barntillåten.

## Handling
En grupp tonåringar i en Stockholmsförort består bland annat av hunden King, som är sjuk och snart ska dö. Gänget ser till att Kings sista tid blir så bra som möjligt.

## Rollista (komplett)
- Alexander Skarsgård - Jojjo
- Jonathan Abraham - Roffe
- Jimmy Millberg - Lillen
- Jimmy Almström - Sivert
- Helena Österlund - Peggy
- Yvonne Schaloske - Polly
- Ewa Carlsson - pudelns matte
- Per Eggers - prästen
- Rino Brezina - polacken
- Kåre Mölder - läderjacksmannen
- Baloo - King

## Musik i filmen
- "Peggys sång"

## Bok på filmen
Ulf Stark, filmens manusförfattare, gav 1995 ut en barnbok baserad på filmen.